# لاكيس نيكولاو
لاكيس نيكولاو (باليونانية: Λάκης Νικολάου)‏ ، من مواليد 17 يوليو 1949 ، لاعب كرة قدم يوناني سابق.
لعب مع منتخب اليونان لكرة القدم.

## روابط خارجية
- لاكيس نيكولاو على موقع الاتحاد الدولي (مؤرشف)  (الإنجليزية)
- لاكيس نيكولاو على موقع قاعدة بيانات كرة القدم.إي يو (الإنجليزية)
- لاكيس نيكولاو على موقع ناشيونال فوتبول تيمز (الإنجليزية)
- لاكيس نيكولاو على موقع Soccerway.com (الإنجليزية)
- لاكيس نيكولاو على موقع عالم كرة القدم.نت (الإنجليزية)